# 서대문구 (1973년 선거구)
서대문구는 대한민국의 옛 국회의원 선거구였다. 당시 서울특별시 서대문구 지역을 관할했다.

## 역사
제9대 국회의원 선거구를 앞두고 서대문구 갑, 서대문구 을, 서대문구 병 선거구가 통합되면서 신설되었다.
1975년 10월, 일부 지역이 종로구(평창동·구기동·부암동·홍지동·신영동·행촌동·송월동·홍파동·평동·교남동·교북동)와 마포구(상암동·성산동·연희동 일부)로 편입되면서 제10대 국회의원 선거를 앞두고 선거구 조정이 있었다.
1979년 10월, 서대문구의 일부 지역이 은평구로 분리되었다. 이로 인해 1981년 제11대 국회의원 선거를 앞두고 서대문구와 은평구를 모두 관할하는 서대문구·은평구 선거구가 되었다.

## 역대 국회의원
| 선거   | 정당 | 정당   | 1위 의원 | 정당 | 정당       | 2위 의원 |
| ------ | ---- | ------ | -------- | ---- | ---------- | -------- |
| 1973년 |      | 무소속 | 김재광   |      | 민주공화당 | 오유방   |
| 1978년 |      | 신민당 | 김재광   |      | 민주공화당 | 오유방   |

## 역대 선거 결과

### 대한민국 제9대 국회의원 선거
|  | 31.29% |

|  | 29.00% |

|  | 19.82% |

|  | 16.10% |

|  | 2.06% |

|  | 1.71% |

### 대한민국 제10대 국회의원 선거
|  | 54.85% |

|  | 29.12% |

|  | 7.31% |

|  | 4.10% |

|  | 2.69% |

|  | 1.89% |